# Sterrhopterix
Sterrhopterix é um gênero de mariposa pertencente à família Acrolophidae.